# Сквайр, Джон
Джон Томас Сквайр (англ. John Thomas Squire ; родился 24 ноября 1962) — британский рок-музыкант, больше всего известный как бывший гитарист рок-группы The Stone Roses, в которой он выступал соавтором песен вместе с Иэном Брауном. После распада The Stone Roses, Сквайр создал группу The Seahorses. Также является художником. В 2007 году объявил о завершении музыкальной карьеры и о желании полностью посвятить себя живописи.

## Биография
Сквайр родился 24 ноября 1962 года. Сквайр вырос на Сильван-авеню в Тимперли (Большой Манчестер), в одном квартале от Иэна Брауна. После окончания начальной школы Хейес-лэйн, он продолжил обучение в Альтринхэмской гимназии для мальчиков. Ещё будучи ребёнком, Джон Сквайр проявлял талант к рисованию. В течение последних двух лет в школе он стал дружить с Иэном Брауном, во многом благодаря общей любви к панк-року, в частности The Clash.

После окончания гимназии Браун и Сквайер поступили в Траффорд Колледж. Хотя Сквайр брал несколько уроков игры на гитары, он считает себя, в основном, самоучкой.

## The Stone Roses
В начале 1980-х Сквайр и Браун основали свою первую группу The Patrol, которая была позже переименована The Stone Roses. Сквайр провел в группе 12 лет, с 1984 по 1996 год. Иэн Браун чаще выступал как автор текстов, а Сквайр — как автор музыки.
The Stone Roses стал одним из самых влиятельных музыкальных коллективов своего десятилетия. Их одноимённый дебютный альбом, выпущенный 1989 году, быстро стал популярным в Великобритании, и возглавил список NME величайших британских альбомов всех времен. Сквайр является соавтором всех треков. Он также выполнил рисунки для обложки по мотивам беспорядков в Париже в мае 1968 года.
К середине 1990-х годов The Stone Roses стали пионерами движения брит-попа. Сквайр показывал неприязнь к большинству музыкальных групп своего времени. Исключением был, пожалуй, только Oasis. Сквайр даже выступил на их концерт в Нэбворте: он играл на гитаре в Champagne Supernova и в кавер-версии песни The Beatles I Am the Walrus.
Второй альбом группы, Second Coming (выпущен в 1994 году), был в основном написан Сквайром. Альбом получился в стиле блюз-рока, немного похожий на Led Zeppelin и The Allman Brothers Band.
Альбом получил неоднозначную реакцию поклонников. Вскоре стали распространяться слухи о злоупотреблении Сквайром кокаина. В конечном итоге, 1 апреля 1996 года, Джон Сквайр покинул группу.

## The Seahorses и сольная карьера
Вместе с тремя малоизвестными музыкантами Сквайр сформировал в 1996 году группу The Seahorses. Единственный альбом группы Do It Yourself был выпущен в 1997 году. В 1999 году The Seahorses была расформирована из-за творческих разногласий.
В 2002 году Джон Сквайр выпустил свой первый сольный альбом Time Changes Everything. Концепция альбома продолжается в альбоме Marshall's House, вышедшем в 2004 году. Сквайр также сообщал, что он записал третий альбом, однако он решил не выпускать его, так как он считает, что гонорары и гастроли превратят музыку в работу, а не хобби. В 1999 году Сквайр уже говорил, что The Seahorses записали альбом, но музыкант решил, что распад группы будет лучше, чем выход альбома.

## Карьера художника
Джон Сквайр хорошо известен как художник. Его работы стали украшением синглов, обложек альбомов и рекламных плакатов во время The Stone Roses и сольной карьеры. В 1980-х годах художественный стиль Сквайра был под сильным влиянием техники художника Джексона Поллока. В последние годы на творчество Джона Сквайра оказало большое влияние масс-медиа. В 2004 году Сквайр был хорошо принят на двух художественных выставках в Лондоне и Манчестере.
Последние четыре года Сквайр усердно трудился над выставками в Smithfield Gallery (июль 2007 г.) и Dazed Gallery, Лондон (сентябрь — октябрь 2007 года).
На открытии Smithfield Gallery Сквайр в беседе с корреспондентом из Manchester Evening News сказал, что завязал с музыкой навсегда. Он пояснил: «я слишком наслаждаюсь живописью, чтобы вернуться к музыке.» На вопрос о воссоединении Stone Roses, он сказал, что «это маловероятно».
В январе 2009 года Сквайр провел в Лондоне ещё одну выставку, Heavy Metal Semantics, и объявил о дальнейших выставках в Олдхэме, Австрии и Токио в конце 2009 года. Далее Джон Сквайр объявил, что собирается провести выставки в Эдинбурге в августе 2010 года и в Брюсселе в начале 2011 года.

## Дискография
- Time Changes Everything (2002) # 17 UK
- Marshall’s House (2004)
- Liam Gallagher John Squire (2024)

### Синглы
- «Joe Louis» (2002) # 41 UK
- «Room In Brooklyn» (2004)

### Концертные альбомы
- Time Changes Everything Live EP (Japan only) (2003)